# Eriococcus imperfectus
Eriococcus imperfectus är en insektsart som beskrevs av Fuller 1897. Eriococcus imperfectus ingår i släktet Eriococcus och familjen filtsköldlöss. Inga underarter finns listade i Catalogue of Life.